# Gambia i olympiska sommarspelen 1996
Gambia deltog i de olympiska sommarspelen 1996 med en trupp bestående av 9 deltagare, men ingen av landets deltagare erövrade någon medalj.

## Friidrott
Herrar
| Idrottare                                             | Gren                            | Heat omgång 1   | Heat omgång 1   | Heat omgång 2    | Heat omgång 2    | Semifinal        | Semifinal        | Final            | Final            |
| Idrottare                                             | Gren                            | Tid             | Placering       | Tid              | Placering        | Tid              | Placering        | Tid              | Placering        |
| ----------------------------------------------------- | ------------------------------- | --------------- | --------------- | ---------------- | ---------------- | ---------------- | ---------------- | ---------------- | ---------------- |
| Pa Mamadou Gai                                        | Herrarnas 100 meter             | 10.72           | 78              | Gick inte vidare | Gick inte vidare | Gick inte vidare | Gick inte vidare | Gick inte vidare | Gick inte vidare |
| Dawda Jallow                                          | Herrarnas 400 meter             | 46.73           | 40              | Gick inte vidare | Gick inte vidare | Gick inte vidare | Gick inte vidare | Gick inte vidare | Gick inte vidare |
| Momodou Sarr Dawda Jallow Cherno Sowe Pa Mamadou Gai  | Herrarnas 4 x 100 meter stafett | 41.80           | 30              | N/A              | N/A              | Gick inte vidare | Gick inte vidare | Gick inte vidare | Gick inte vidare |
| Dawda Jallow Momodou Drammeh Lamin Drammeh Assan John | Herrarnas 4 x 400 meter stafett | Fullföljde inte | Fullföljde inte | N/A              | N/A              | Gick inte vidare | Gick inte vidare | Gick inte vidare | Gick inte vidare |

Fältgrenar
| Idrottare     | Gren                | Kval           | Kval           | Final            | Final            |
| Idrottare     | Gren                | Resultat       | Placering      | Resultat         | Placering        |
| ------------- | ------------------- | -------------- | -------------- | ---------------- | ---------------- |
| Ousman Sallah | Herrarnas längdhopp | Ingen notering | Ingen notering | Gick inte vidare | Gick inte vidare |

Damer
| Idrottare   | Gren               | Heat omgång 1   | Heat omgång 1   | Heat omgång 2 | Heat omgång 2 | Semifinal        | Semifinal        | Final            | Final            |
| Idrottare   | Gren               | Tid             | Placering       | Tid           | Placering     | Tid              | Placering        | Tid              | Placering        |
| ----------- | ------------------ | --------------- | --------------- | ------------- | ------------- | ---------------- | ---------------- | ---------------- | ---------------- |
| Adama N'Jie | Damernas 800 meter | Fullföljde inte | Fullföljde inte | N/A           | N/A           | Gick inte vidare | Gick inte vidare | Gick inte vidare | Gick inte vidare |